# Lessonia rufa
Lessonia rufa là một loài chim trong họ Tyrannidae.